# Tie Shan Gongzhu
Tie Shan Gongzhu (xinès tradicional: 鐵扇公主, xinès simplificat: 铁扇公主, pinyin: Tiě shàn gōngzhǔ, literalment Princesa ventall de ferro), és el primer llargmetratge d'animació xinés. La pel·lícula es basa en un episodi de la novel·la Viatge a l'Oest. Va ser realitzada a Xangai en condicions difícils durant la Segona Guerra Mundial, per Wan Guchan i Wan Laiming (els germans Wan), i es va estrenar l'1 de gener del 1941.

## Trama
La història és una adaptació lliure de la popular novel·la xinesa Viatge cap a l'Oest. La princesa ventall de ferro és un dels personatges principals, tot i no tindre un paper protagonista a la pel·lícula.
Concretament, la pel·lícula es va centrar en el duel entre el Rei Mico i una princesa venjativa, al voltant d'un ventall que serveix per a apagar les flames d'un poble proper.

## Història
La família Wan, els bessons Wan Laiming i Wan Guchan, amb els seus germans Wan Chaochen i Wan Dihuan, van ser els primers referents de l'animació al país. Després de la publicació del primer curtmetratge animat, Danao Huashi (1926), van seguir dominant la indústria d'animació de la Xina durant les dècades posteriors. A finals dels anys trenta, amb Xangai baix l'ocupació japonesa, van començar a treballar en el primer llargmetratge d'animació asiàtic. El 1939, els germans Wan van vore la pel·lícula americana Blancaneus i els set nans, i es van fixar l'objectiu de crear un llargmetratge de qualitat comparable, per a honor del país.
La producció de la pel·lícula s'allargà durant tres anys, amb la participació de 237 artistes, i un cost de 350.000 iuans. Tot i que la influència de Disney i Fleischer és evident en bona part de l'animació, també hi ha una forta influència xinesa, unes característiques pròpies que es farien més evidents a les pel·lícules posteriors dels germans Wan durant les dècades següents. Es va utilitzar la tècnica del rotoscopi com a mecanisme per a estalviar diners, fent que per moments l'animació semble líquida.

La pel·lícula ocuparia 20.000 fotogrames, s'utilitzarien més de 200 mil papers (400 rotllos de 500x400), es gravaren més de 5.500 metres de pel·lícula, i la peça final en contindria 2.300, amb una durada de 80 minuts.

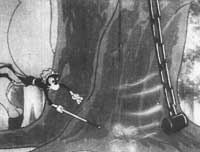
El mico.

La pel·lícula es produí al departament d'animació de la Lianhua Film Company, ja que era l'única empresa de producció que quedava oberta durant el període d'ocupació japonesa. El director de l'empresa, que va ajudar a finançar la pel·lícula i a negociar l'estrena al Japó, va ser Zhang Shankun. El finançament i materials, escassos en l'època, els proporcionava Kawakita Nagamasa, de la Zhonghua Dianying Gongsi.
Princess Iron Fan es va convertir en el primer llargmetratge d'animació realitzat a la Xina i el 12 a tot el món (tot i que només és el 9 conservat, ja que es consideren perdudes les pel·lícules del pioner de l'animació argentina Quirino Cristiani).

## Influència
La pel·lícula tingué un gran abast. Es va exportar ràpidament, el 1942, tant als cinemes japonesos de la Xina ocupada, com a la metròpoli, inspirant al jove Osamu Tezuka, de 16 anys, a l'hora de convertir-se en un artista de còmics. També va fer que la Marina japonesa encarregara la realització del migmetratge Momotarō no Umiwashi, el 1942, i la seqüela Momotarō: Umi no Shinpei, primer llargmetratge d'animació del país, estrenat el 1945.

## Galeria
- La pel·lícula completa.